# Fouad Hussein
Fouad Hussein est un homme politique irakien d'origine kurde membre du Parti démocratique du Kurdistan dont il est proche du leader Massoud Barzani. Après avoir été Ministre des Finances dans le gouvernement de Adel Abdel-Mehdi (octobre 2018 - mai 2020), il devient Ministre irakien des Affaires étrangères en 6 juin 2020, dans le gouvernement du Premier ministre Moustafa al-Kazimi.